# Kota Belud (plaats)
Kota Belud is een plaats en gemeente (majlis daerah; district council) in de Maleisische deelstaat Sabah.
De gemeente telt 91.000 inwoners en is de hoofdplaats van het gelijknamige district.